# Stella Gonet
Stella Gonet (* 8. Mai 1963 in Greenock) ist eine schottische Schauspielerin.

## Leben
Stella Gonet wurde 1963 als Tochter eines Polen und einer Schottin in Greenock als siebtes von 12 Kindern geboren. Ihr Vater war als polnischer Soldat während des Zweiten Weltkrieges in Schottland stationiert. Nachdem ihre Mutter zur Römisch-katholischen Kirche wechselte, heirateten beide und zogen nach Buenos Aires, wo die ersten beiden Söhne geboren wurden. Anschließend zogen sie wieder nach Schottland, wo zehn weitere Kinder zur Welt kamen.
1986 begann sie ein Schauspielstudium an der renommierten RSAMD (Royal Scottish Academy of Music and Drama, heute Royal Conservatoire of Scotland). 1989 ging sie nach London, wo sie ein Engagement am Royal National Theatre erhielt und unter anderem mit Daniel Day-Lewis in Hamlet auftrat.
Größere nationale wie auch internationale Bekanntheit erlange sie durch ihre Rolle der Beatrice Eliott in der Fernsehserie The House of Eliott, die sie von 1991 bis 1994 verkörperte. Dies brachte ihr eine Nominierung des CableACE Award ein und ermöglichte ihr, eine Filmkarriere zu starten, die bislang Filme wie Stalin (1992), Nicholas Nickleby (2002) und Persuasion (2007) umfasst. Sie ist parallel auch weiterhin für das Fernsehen tätig. Ihr Schaffen umfasst mehr als 50 Produktionen.
Sie ist mit dem englischen Schauspieler Nicholas Farrell verheiratet.

## Filmografie (Auswahl)
- 1988: Für Königin und Vaterland (For Queen & Country)
- 1988: Down Where The Buffalo Go
- 1991–1994: The House of Eliott (Fernsehserie, 34 Folgen)
- 1992: Stalin
- 1996: Trip Trap
- 2000: The Three Sisters Who Fell Into the Mountain: A Story from Norway
- 2001: Die Entdeckung des Himmels (The Discovery of Heaven)
- 2002: Nicholas Nickleby
- 2004: Inspector Barnaby (Midsomer Murders, Fernsehserie, 1 Folge)
- 2005: Inspector Lynley (The Inspector Lynley Mysteries, Fernsehserie, 1 Folge)
- 2007: Lewis – Der Oxford Krimi (Lewis, Fernsehserie, eine Folge: Auf falscher Fährte)
- 2007: Persuasion
- 2013: How I Live Now
- 2017: The Crown (Fernsehserie, 1 Folge)
- 2018: The Cry (Miniserie)
- 2020–2023: Breeders (Fernsehserie)
- 2020: Grantchester (Fernsehserie, 1 Folge)
- 2021: Spencer
- 2023: El Conde

## Auszeichnungen (Auswahl)
- 1993: eine Nominierung des CableACE Award als Beste Darstellerin einer Dramaserie für ihre Rolle in The House of Eliott